# 陳紹緯
陳紹緯（1980年3月14日—），出生於台灣新北市，為一名醫師。現任林口長庚醫院心臟外科教授主治醫師及心臟血管外科主任，專業為成人心臟外科手術，包含心脏瓣膜修補及置換手術、達文西機械手臂、內視鏡心臟手術、主動脈手術、冠狀動脈繞道手術等。

## 生平簡述
畢業於長庚大學醫學系及臨床醫學研究所博士班，於林口長庚醫院接受外科醫師訓練。現任林口長庚醫院心臟外科教授主治醫師及心臟血管外科主任。於2019年前往克利夫兰醫學中心臨床進修（Cleveland Clinic. U.S Ohio）並多次出國手術觀摩交流。
治療專長為心臟瓣膜修補及置換手術，主動脈置換及支架植入手術，冠狀動脈繞道手術，各式心臟主動脈微創手術及重症照護。

## 學術著作
陳紹緯的研究專長為大數據資料分析，現為林口長庚醫院巨量資料及統計中心主任。自研究所時期持續發表心臟手術相關研究論文。並曾獲台灣外科醫學會青年外科醫師研究獎。

## 外部連結
- 財團法人長庚醫院陳紹緯醫師介紹
- 陳紹緯醫師個人網站 （页面存档备份，存于）